# Episinus putus
Episinus putus är en spindelart som beskrevs av Octavius Pickard-Cambridge 1894.
Episinus putus ingår i släktet Episinus och familjen klotspindlar. Inga underarter finns listade i Catalogue of Life.